# 12 Girls Band
12 Girls Band (chinês tradicional: 女子十二樂坊, chinês simplificado: 女子十二乐坊, pinyin: Nǚzǐ shí'èr Yùefǎng, às vezes abreviado para 女樂 ou 女乐) é uma banda composta, no começo, por doze mulheres, mas atualmente tem treze mulheres que usam instrumentos tradicionais chineses para tocar músicas tradicionais chinesas e músicas ocidentais.
Formada em 8 de junho de 2001, as mulheres foram selecionadas de várias audições com mais de 4.000 concorrentes. Cada mulher foi "classicamente-formada" e as mulheres da banda vieram de vários conservatórios da República Popular da China, incluindo a Academia Chinesa de Música, a Orquestra Nacional Chinesa e o Conservatório Central de Música.

## História
A numerologia chinesa deu a Wang Xiao-Jing a ideia para 12 Girls Band. Quando o "pai do rock chinês" decidiu criar um conjunto de mulheres, ele precisou de 12 componentes. Para a mitologia chinesa é "Twelve Jinchai" representando as mulheres. As doze mulheres que Wang Xiao-Jing reuniu eram musicistas experientes das Orquestras da China e tocavam instrumentos chineses antigos e tinha todas 20 anos. Para o novo projeto, as mulheres inspiraram na arte de Yue Fang, que tocavam na Dinastia Tang durante os anos 618 ao 907 D.C.
O grupo estreou suas modernas composições em instrumentos antigos na China e no norte do Japão no verão de 2003. Show após show os ingressos eram totalmente esgotados e no Japão seus álbuns foram vendidos em menos de 30 semanas. O álbum autointitulado Eastern Energy foi lançado nos Estados Unidos em agosto de 2004 com versões instrumentais de Coldplay (Clocks) e Enya (Only Time).
Os instrumentos usados pelas mulheres: Erhu (Violino Chinês com duas cordas), pipa (um alaúde feito de bambu), guzheng (harpa chinesa pai do koto japonês), Yangqin (dulcimer), dizi (flauta transversal feita de bambu), e xiao (flauta vertical com 1 metro e meio de comprimento). Ocasionalmente, o Du Xian Qin (instrumento de uma corda) e o hulusi (flauta feita com 3 colunas de bambu) são incluídos.
Elas ficaram muito populares em Hong Kong (superando vendas de qualquer músico chinês em 2003), na China, no Japão e no resto do mundo. Todas as garotas moram em Hong Kong.

## Performances
Em julho de 2003, Beautiful Energy, o primeiro álbum das garotas no Japão alcançou o topo dos J-pop's mais ouvidos. Elas ganharam o Disco de ouro no Japão em 2004.
12 Girls Band fizeram um tour nos EUA em 2004, com o álbum Miracle.
Em 7 de julho de 2007, 12 Girls Band tocaram na Chinese Leg no Live Earth em Shangai.
A soprano italiana, Giorgia Fumanti, cantou com o grupo nos meses de Outubro e novembro de 2007, no tour nos EUA.